# Ильвес, Урмо
Урмо Ильвес (род. 11 марта 1974, Вийратси) — эстонский шашист (международные шашки), футболист. Международный гроссмейстер по международным шашкам (1997). Член сборной Эстонии по шашкам, входил в юношескую сборную Эстонии по футболу.

## Биография
Начал играть в шашки в 1985 году в городе Вильянди у тренеров Эдгара Митта и Энно Ээрма. Через пять лет, в 16 лет, выиграл чемпионат Эстонии среди взрослых. В составе сборной Эстонии занял шестое место на Интеллектуальных играх в Лондоне (2000), при этом заняв 1 место на 1 доске. Участник европейских чемпионатов. Многократный чемпион Эстонии по международным шашкам (классика — 1990, 1994, 1996, 1997, 1999, 2003 и 2004, в команде — 1994, 1996, 2004—06, 2008, 2010 и 2012, в быстрой программе — 2010 и 2013 и молниеносной — 1992, 1998, 1999, 2000 и 2011).